# Lucille Calmel
Pour les articles homonymes, voir Calmel.
 (août 2021).
- Si vous ne connaissez pas le sujet, laissez ce bandeau (vous pouvez alors contacter les auteurs).
- Si vous supprimez le contenu mis en cause (vous pouvez préalablement contacter les auteurs),

argumentez précisément cette suppression dans la page de discussion
(un manque de référence n'est pas un argument ; une recherche réelle de référence doit avoir été effectuée, être formellement documentée).
 (août 2021).
 (août 2021).
Lucille Calmel, née le 10 août 1969 à Agen, est une performeuse, metteur en scène, écrivain, et web artiste française.
Elle a vécu à Montpellier et vit depuis 2005 à Bruxelles en Belgique. Elle pratique la performance depuis 1990 en Europe et aux États-Unis. Chercheuse d’écritures vivantes de la scène de théâtre à cette nouvelle scène de l’Internet, elle explore les dimensions performatives entre corporalités, vocalités, sonorités et textualités.

## Biographie
Lucille Calmel fait ses études à Bordeaux entre 1987 et 1989. Elle y fréquente l'association DMA2 (Défense des musiques actuelles) et la radio associative La VAGH (Vie au Grand Hertz) où elle improvise en direct des mixes de musiques expérimentales, électroniques, industrielles, bruitistes et textes dans l'émission Capharnaüm pendant deux ans. Il s'ensuit durant l'été 1989 un long voyage-reportage pour un état des lieux sur les musiques innovatrices en Europe du Sud qui est publié dans le quotidien agenais Le Petit bleu et qui la mène à assister la production de l'émission du 21 juin 1991 Des musiques ethniques aux nouvelles musiques de La Grande famille sur Canal+. Sa première programmation musicale lors du festival L'État du Rock à Montpellier en 1991 présente également des performances.
Entre 1990 et 1995, elle dirige le collectif de performeuses Les Trifides qui durant quasiment trois ans se produit en ex-Allemagne de l'Est grâce à l'association Interkunst e.V. de Berlin. C'est à cette période qu'elle rencontre Mathias Beyler, avec lequel elle crée la compagnie de théâtre expérimental Myrtilles(1995-2005). Leur première mise en scène myrtille rassemble des artistes de toutes disciplines et générations dans l'espace non frontal du squat de la CRAM. Leurs œuvres atteindront une reconnaissance nationale lors des créations Cravan et Vladimir Maïakovski, tragédie en deux actes, créée au Centre dramatique national Les Treize Vents de Montpellier Languedoc-Roussillon.
À partir de 1997, la rencontre avec le Net.art, qu'elle explore dans des cybercafés, change son rapport au quotidien, à l'écriture, à la relation et au web qu'elle appréhende comme un nouvel espace scénique. C'est en participant en 2003 à la série de rendez-vous d'une quinzaine d'écrivains français, sur un blog d'Éric Arlix, que se confirme son désir d'expérimenter en direct sur scène et/ou en ligne une écriture vivante, performative, relationnelle, usant des détournements de logiciels, du système de l'ordinateur et de fonctionnalités en ligne.
De 1997 à 2004, elle assure avec Mathias Beyler la direction artistique de .lacooperative, un lieu de recherche et d’expérimentation axé sur les technologies actuelles et les indisciplines à Montpellier.
En 2002, Lucille Calmel fait appel à Lukas Zpira pour réaliser une première mondiale d'un implant capillaire, une expérience de Body Art qui traite des nouvelles transformations corporelles. En 2007, elle est assistante à la programmation de recyclart à Bruxelles. Elle est à l’initiative d'événements impliquant écritures vivantes, poésies sonores et musiques expérimentales et de laboratoires de rencontres irl & web en France et en Belgique. Elle tourne avec Marc Jacobs au sein de la formation musicale Prairie Calmel et participe aux webperformances d'Annie Abrahams.
Elle est également invitée en tant que jury à l'INSAS (Institut National Supérieur des Arts du Spectacle), conférencière à l'École Nationale Supérieure des Arts visuels La Cambre (CASO Performance + arts numériques) à Bruxelles, à l'Université de Scarborough en Grande-Bretagne (section Théâtre et performance).

## Œuvres
Créations
- Ishtar (Trifides, 1992) : Théâtre de Pèzenas - Aide à la création du Ministère de la Culture Direction Régionale des Affaires Culturelles Languedoc-Roussillon
- Sensure (Trifides, 1993) : Tournée Interkunst Allemagne
- Animales (Trifides, 1994) : Tournée Interkunst Allemagne
- myrtille (myrtilles, 1995) : CRAM Montpellier - Aide à la création : Ministère de la Culture Direction Régionale des Affaires Culturelles Languedoc-Roussillon
- Zéro de Luc Tartar (myrtilles, 1996) : Chai du Terral, Saint-Jean-de-Védas
- Morsure (myrtilles, 1996) : Printemps des Comédiens Montpellier - Aides à la création : Ministère de la Culture Direction Régionale des Affaires Culturelles Languedoc-Roussillon, Région Languedoc-Roussillon ; aide à l’écriture : Ville de Montpellier
- Un (myrtilles, 1996) : Festival Théâtres de Sigean ; coproduction : cie Labyrinthes
- Viens me chercher (myrtilles, 1997) : Coproduction Singulier Pluriel, Sommières
- Jade (myrtilles, 1997) : Coproduction : .lacooperative ; aide à la création : Région Languedoc-Roussillon
- cravan d'après les notes dernières d'Arthur Cravan (myrtilles, 1998) : Coproductions : Théâtre d’O, .lacooperative ; aide à la création : Ministère de la Culture Direction Régionale des Affaires Culturelles Languedoc-Roussillon ; aide à la diffusion : District de Montpellier
- Index d'après Peter Sotos (myrtilles, 1999) : Théâtre de Châtillon ; coproduction .lacooperative
- tobeornottobe d'après Hamlet de William Shakespeare (myrtilles, 2000)
- Vladimir Maïakovski, tragédie en 02 actes de Vladimir Maïakovski (myrtilles, 2001) : Coproductions : Théâtre des Treize Vents Centre Dramatique National de Montpellier Languedoc-Roussillon, .lacooperative ; aides à la création : Ministère de la Culture Direction Régionale des Affaires Culturelles Languedoc-Roussillon, DICREAM, Ville de Montpellier, Conseil Général de l’Hérault ; aides à la diffusion : Région Languedoc-Roussillon, Office National de Diffusion Artistique
- quatre-1 avec Eduard Escoffet, Jean-François Blanquet et Mathias Beyler, quatre-3 avec Chloé Fabre, Laure Limongi et Lili Fantozzi, quatre-4 avec Mathias Beyler, Sébastien Lenthéric et Servovalve (créations collectives, myrtilles, 2002-2004) : Coproductions : le Périscope, .lacooperative ; aides à la création : Ministère de la Culture Direction Régionale des Affaires Culturelles Languedoc-Roussillon, Ville de Montpellier, Conseil Général de l’Hérault
- auborddugouffre[5] d'après le roman éponyme de David Wojnarowicz (éditions Désordres/traduction Laurence Viallet), avec Sébastien Lenthéric et Mathias Varenne, regard extérieur Mathias Beyler, scénographie performative Gaëtan Rusquet, assistante à la scénographie Octavie Piéron, conseil en interactivité Thierry Coduys, artiste- programmeur Philippe Boisnard, artiste sonore Jean-François Blanquet, production-diffusion Sylvia Botella : Coproduction : Théâtre les Tanneurs, Bruxelles ; production Belgique : when i'm good i'm very good but when i'm bad i'm better, production France : U-StructureNouvelle ; aide à la création du Conseil de l’Aide aux Projets Théâtraux / Service Général des Arts de la Scène, aide à la production de la Commission des Arts numériques, Ministère de la Communauté Française de Belgique ; soutiens : agence Wallonie-Bruxelles Théâtre/Danse, La Bellone Maison Du Spectacle, Manège.Mons/Cecn, Centre des Arts Scéniques, Centre National des Écritures du Spectacle - La Chartreuse, Montévidéo ; résidence d’auteur de la Communauté Française - Service de Promotion des Lettres au CNES La Chartreuse avec l’aide de WBT/D ; lauréate du programme 2010 Culturesfrance Hors Les Murs aux États-Unis, résidence à la Fluxfactory à NYC ; bourse Smartbe

Quelques performances
- Influence : série de performances impliquant une modification corporelle (implant capillaire dans le bras par Lukas Zpira, première mondiale le 14 novembre 2002 à Body-art à Avignon, tatouage en 2001 à la galerie public>, Paris, tatouage sans encre pour la revue La trame en 2006 aux bains::connective, Bruxelles…), ou un état émotionnel spécifique (détournements d'actes sado-masochistes, masturbatoires…)
- Post blood & guts in high school d'après Kathy Acker (avec Mathias Beyler à l’Embobineuse, Marseille, avec TotenFest au Baloard, Montpellier)
- Objects found or lost : dispositif multimédia relatif aux pratiques de la modification d'objets trouvés sur internet, en 2005-2006 avec Cristof Alix (festival On the edge et Galerie Crescent arts, Scarborough, (re)ACTOR, Londres, SUPA, Malte)
- Adieu monde cruel : lectures-performances avec Antoine Boute en 2005-2007 (Millefeuilles aux Halles de Schaerbeek, Bruxelles, Formika et Mohamed Dali à la Malterie, Lille, Revue Stalker au Salon de la revue, Paris, Le jardin aux fleurs, Sète, L’arrosoir, Montpellier, soirée nopornoise avec Joachim Montessuis d'erratum aux voûtes, Paris, Littératures pirates à recyclart, Bruxelles, le Dojo, Nice, propost, Barcelone…)
- screenlovesexaddiction WJ [6] : dispositif public de performances web conçu par Anne Roquigny en 2005-2009 (festival PixelAche à Ars longa, Paris, ENSAD, Paris, Musée national d’Art contemporain, Bucarest, festival Dis-Patch au Centre Culturel Rex, Belgrade, iMal Bruxelles) - WJ-SPOTS #1, 15 ans de création artistique sur Internet, Maison des métallos / Futur en Seine / immaterielles / MCD - Musiques et cultures digitales
- screenlovesexaddiction - WJ-SPOTS #1[7], 15 ans de création artistique sur Internet, Maison des métallos / Futur en Seine / immaterielles / MCD - Musiques et cultures digitales (la part de l'aimé) : writing jockey / compositions textuelles live à partir d'archives issues de listes internet et autres navigations web depuis 2007 (nuit blanche à la Bellone, Bruxelles, galerie ETC, Montpellier, festival roaratorio, Genève, festival transe atlantique, Pau, avec Thierry Coduys au festival cimatics [8], Bruxelles…)
- laptop dance : mac copulation vocale et sonore depuis 2008 (Fausse(s) Couche(s) à rtt l'écurie, Bruxelles, ACSR sound delta à IMAL, Bruxelles, Société des Gens De Lettres, Paris…)
- jetedemandedemedemander.fr[9],[10],[11]: résidence de création scène/internet en 2008-2009, en chair et en ligne (x-réseau Paris-Villette, scénographie pour Transnumériques#3 par Simon Siegmann à La Bellone Bruxelles, CNES la Chartreuse de Villeneuve lez-Avignon)
- identifiant : lucille calmel[12] : installation et série de performances interactives avec Philippe Boisnard et Cyril Thomas en 2010-11 à Open Paris-Villette, festival des scènes virtuelles, bourse Brouillon d'un rêve numérique de la Scam*
- prairie calmel, formation musicale avec Marc Jacobs depuis 2009, notamment invitée au festival Musique action au CCAM de Vandœuvre-lès-Nancy

Textes destinés à la scène
- myrtille (myrtilles, 1995)
- Morsure (myrtilles, 1996)
- Comme ça comme ça comme (Cie comme ça, 1997)
- Jade (myrtilles, 1997)
- cravan d'après les notes dernières d'Arthur Cravan (myrtilles, 1998)
- Index d'après Peter Sotos (myrtilles, 1999)

Autres textes
Lucille Calmel pratique également l’écriture vivante à la scène (avec le NUcollectif, les compagnies projectsinge, U structure nouvelle…), ainsi que sur internet (blog d'Éric Arlix, listes de diffusion dont cu_cu_clan).
Elle est publiée dans les revues : Hypercourt no 2 éd. Ère, Ambition de Laure Limongi, Los flamencos no comen, C’est Selon, de Mylène Lauzon, Passages de Christian Edziré Déquesnes, scènes no 18 et 19 éd. la maison du spectacle, le son d'amour de la revue Doc(k)s, Klugel Hans #09, les compilations : écrivains en série collection LaureLi éd. Léo Scheer, le Bocal nîmois éd. de la gare, QQ1 d'Ariane Bart, raison basse éd. caméras animales, la puissance de l’inertie des éditions la Trame, verrue no 1&2, overwriting coédition 5c / Brugger, 25 minitrips en wagon-lit décapotable de ONLIT ainsi que sur les blogs : action_writing de Sylvain Courtoux, nuls de Charles Pennequin, bad_trip, cu_cu_clan, zswound-toc, we_love_ plexus… et sites : dernier télégramme de Fabrice Caravaca, ONLIT, sos-art, Revue des ressources de Robin Hunzinger, sur le wiki Marelle de Pierre Ménard.
Publications sonores
- Suspension revue sonore fractal no 4 de Joël Hubaut station mir & poésie/nuit CDR
- Le son d’amour revue Doc(k)s CDR
- Je ferme les yeux (avec f.a.g.s & totenfest) silenceradio.org
- All the infections that the sun sucks up manxome (avec Yannick Franck) 1000+1 TiLt CDR
- Onetoofreefor (avec Jean-François Blanquet) pour Mutek/nettime/upgrade Canada
- Living room 2 (avec bruital orgasme, jean-claude charlier, gibby) pour le netlabel meatronic, verrue CDR
- Compost (avec Antoine Boute et Joachim Montessuis) sur erratum
- Coop.lab.s myrtilles.lacooperative (solo et avec Chloé Fabre, Eduard Escoffet, Jean-François Blanquet, Laure Limongi, Lili Fantozzi, Mathias Beyler, mimetic, phil von, servovalve…) CDR
- Je parle d'Eduard Escoffet.

## Expositions
- Sic[K], installation interactive et performative [IRL/WEB] avec Philippe Boisnard, une dérive des systèmes de mises en quarantaine présentée dans le cadre de Second Lives : Jeux de masques et autres Je au Casino du Luxembourg / Forum d’art contemporain, à l’occasion du Mois européen de la photographie du 14 mai au 11 septembre 2011[13].
- Web Biennal[14], emails en ligne depuis mai 2010, Musée d'art contemporain d'Istanbul.
- Annuler, dans le cadre de À propos d’écriture(s) réalisé par le Centre d’Art Contemporain du Luxembourg belge, Marche-en-Famenne en avril 2010.
- captures, en Scriptura de la poésie/nuit, Scriptorium de l’Hôtel de Ville de Caen, en mars 2009.